# Hiba elrejtése
A hiba elrejtése  a számítógép-programozás antimintája. A programozó a kivételkezelés segítségével elrejti a hibákat. Ennek eredményeként a hibaüzenet rejtve marad a felhasználó előtt, és nem tájékoztatja arról, hogy milyen hiba történt. Célja az lehet, hogy azt a benyomást keltse, hogy a program sosem hibázik, azonban nem ment meg a hibáktól, mivel azok gyakran külső körülményeken múlnak.
Talán a programozó fél a hibáktól, vagy attól tart, hogy a felhasználó számára túl bonyolult, érthetetlen hibaüzenet jelenik meg. Azonban nemcsak a felhasználók futtatják a programot, hanem karbantartást, hibakeresést végző programozók is, akik megpróbálják megtalálni, mi a hiba. Az eredeti programozót nem azért fogják szidni, mert a program néha hibázik, hanem azért, mert úgy elrejtette a hibát, hogy eszközeikkel csak nehezen, vagy egyáltalán nem képesek megtalálni, és kézi módszerrel kell átfésülni a kódot, és vissza kell térni a primitív módszerekhez, kódszakaszok kiiktatásához és gyakori kiíráshoz. Ha a hibaüzenet érthetetlen lenne a felhasználónak, akkor naplózást lehet használni, ami külön fájlba menti el az üzenetet.
A hiba elrejtésének egy harmadik oka, hogy igazából nincs is hiba, a program képes együtt élni azzal az állapottal, amit a hiba jelez. Ez néha igaz is, de nem mindig. Érdemes ezt az állapotot is naplózni, hátha tévedett a programozó, és mégiscsak hiba.

## Példák
Egy egyszerű példa a következő:
Example:
```
 
try

   ImportFile(filename);
 
except

   // a kivétel üzenete alig tartalmaz információt
   raise Exception.Create('import failed'); 
 
end
;
```

Ez a kódszakasz egy fájlt nyit meg, és olvas a memóriába. Ha bármi miatt hibázik, akkor csak azt tudatja, hogy az import nem sikerült, még csak azt sem tudjuk meg, hogy melyik fájlról van szó, vagy hogy miért.
Jobb megközelítés:
```
 
try

   ImportFile(filename);
 
except

   on E:Exception do
   
begin

     // informatív üzenet
     E.Message := 'Import of file <'+filename+'> failed.'+#13#10 +
       E.Message;
     // a kivétel újradobása
     raise;  
   
end
;
 
end
;
```

Ebből az üzenetből legalább kiderül, hogy melyik fájllal volt probléma, ezzel már el lehet indulni az okokat keresni. Egy fejlettebb üzenet még több információt hordoz, leírja az import bukásának okát: 
- A fájl nem létezik. (File does not exist)
- A fájl sérült. (File appears to be damaged)
- A fájl nem férhető hozzá. (Do not have permission to access this file)

és a hibákat külön log fájlba írja. Nagyobb alkalmazások külön trace fájlokat generálhatnak, amelyek részletesen feljegyzik a rendszer állapotát a hiba előfordulásakor.
Néha a rendszer hajlamos elrejteni a hibát. Például a Java 1.4 verziója előtt egy nem létező fájl megnyitása IOException hibaüzenetet eredményezett, ami nem hordozta a szükséges információkat. Az ilyen kivételeket el kell kapni, és dobni egy másik, informatívabb kivételt, ami tartalmazza a rendszer szempontjából fontos információkat.
A hiba tagadásának módja, hogy vagy üresen hagyják a catch részt, vagy az állapottól függő kódot hajtatnak végre. Az okozó állapotot sosem látják a felhasználók és naplózás híján a tesztelők sem. Néha valóban jó döntés a hiba tagadása, ha például a kivétel azt jelzi, hogy a fájl véget ért, ekkor az olvasást be kell fejezni és a fájlt be kell zárni, a beolvasott szöveget pedig további feldolgozásra átadni.
C++ példa:
```
 
#include
 
<iostream>

 
#include
 
<fstream>

 
#include
 
<string>

 
#include
 
<cstring>

 
#include
 
<cerrno>

 
using
 
namespace
 
std
;

 
int
 
main
(
int
 
argc
,
 
char
 
**
argv
)

 
{

 	
string
 
result
;

 	
try
 
{

 		
ifstream
 
input_file
(
"nonexistent.txt"
,
 
ios
::
in
);

 		
if
(
!
input_file
)
 
throw
 
strerror
(
errno
);

 		
input_file
 
>>
 
result
;

 		
cout
 
<<
 
result
;

 	
}

 	
catch
(...)
 
{

 		
// Error messages are for wussies

 	
}

 	
cout
 
<<
 
"Result is "
 
<<
 
result
 
<<
 
endl
;

 	
return
 
0
;

 
}

```

A programozó tévedése esetén ezt a kódot nehéz debuggolni, különösen beágyazott üres try-catch blokkok esetén. Bármely anomáliát nehéz visszanyomozni, ami megnehezíti a karbantartást, csak hogy fenntartsák a robusztusság látszatát.
VBScript példa:
```
If
 
doSomething
()
 
Then

  
If
 
doSomethingElse
()
 
Then

    
If
 
anotherDoSomething
()
 
Then

       
anotherOtherDoSomething
()

    
End
 
If

  
End
 
If

End
 
If

```

Ekkor a kód minden hibát elrejt, mivel egy Else további hibát válthat ki, vagy nem elég tömör. Ha If/End If szakaszok nélkül írnák a kódot, akkor ha valahol van valami, akkor a végrehajtás elakad, de senki sem fogja tudni, hogy miért, hol van a hiba, amit elrejtettek. Felbukkanhat véletlenül, akár több hónappal at eredeti hiba bevezetése előtt. 

## Ellenőrzött kivételeket támogató nyelvekben
Az ellenőrzött kivételeket támogató nyelvekben, mint például a Java, a hiba elrejtése a leggyakoribb antiminta. Ez arra kényszeríti a programozót, hogy kezelje a kivételeket, még akkor is, ha nem akarná, vagy nem tudná jól elvégezni. Nagy vagy bonyolult rendszerekben ez súlyosabbá válhat. Például A, B és C komponensek, A delegál B-nek, és B delegál C-nek. Ha hiba adódik, akkor C ellenőrzött kivételt dob. B foglalkozik a kivétellel, de nem tudja kiszolgálni A-t, így továbbdobja a kivételt. Ekkor A-nak három lehetősége van: 
- A kivétel továbbdobása
- Elkapja a kivételt, naplózza és újra eldobja
- Elkapja a kivételt, és nem csinál vele semmi értelmeset.

Egy újonc választhatja a harmadik lehetőséget. A kivétel lenyelésével a rendszer bizonytalanná válik, így a felhasználók és kliensek nem vesznek észre semmit, pedig lehet, hogy a hiba kritikus. Ha egyszer mégiscsak észreveszik, akkor a debuggoló eszközök alig vagy egyáltalán nem használhatók, hiszen a hiba jóval távolabb keletkezett, mint ahol felbukkant.
Egy nagy, több rétegű alkalmazás, amiben sok objektum kommunikál, az ellenőrzött kivételnek számos rétegen kell áthaladnia, mielőtt elér egy olyan pontra, ahol értelmesen tudják kezelni, vagy közölni a felhasználóval. Azzal, hogy bármely rétegben elrejthetik, a tartománymodellek beszennyeződnek a fölösleges másolással.
Emiatt a Java 1.4 bevezette a kivételek automatikus továbbítását.

## Fordítás
Ez a szócikk részben vagy egészben  az   Error hiding című angol Wikipédia-szócikk fordításán alapul.  Az eredeti cikk szerkesztőit annak laptörténete sorolja fel. Ez a jelzés csupán a megfogalmazás eredetét és a szerzői jogokat jelzi, nem szolgál a cikkben szereplő információk forrásmegjelöléseként.